# Лінгостров
Лінгостров (рос. Лингостров) — присілок в Приморському районі Архангельської області Російської Федерації.
Населення становить 8 осіб. Входить до складу муніципального утворення Боброво-Лявленське поселення.

## Історія
Від 2004 року входить до складу муніципального утворення Боброво-Лявленське поселення.

## Населення
1. Н/Д[2]